# Дарджилінзька Гімалайська залізниця
Дарджилі́нзька Гімала́йська залізни́ця (англ. Darjeeling Himalayan Railway, поїзди якої також відомі як Toy Train) — вузькоколійна (610 мм) залізниця від міста Нью-Джалпайґурі (приміського району Сіліґурі) до міста Дарджилінг в індійському штаті Західний Бенгал, що управляється компанією Indian Railways (Індійські залізниці).
Залізниця була збудована в період з 1879 по 1881 роки та має довжину 86 км. Її висота від 100 м над рівнем моря в Сіліґурі до 2200 м в Дарджилінзі. Поїзди все ще рухаються за допомогою паровозу, на локальному маршруті в Дарджилінзі використовується сучасніший дизельний тепловоз.
1999 року залізниця включена до списку Світової спадщини ЮНЕСКО, у 2005 році при розширенні запису до об'єкта була додана залізниця Нілґірі, а у 2008 році — Калка-Шілма; разом вони відомі як Гірські залізниці Індії.

## Історія залізниці

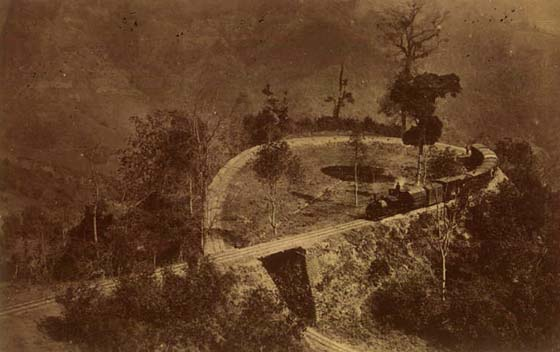
Крута петля («місце мук») на Дарджилінзькій Гімалайській залізниці, 1921 рік

Місто Дарджилінг, засноване в 1835 році, протягом XIX століття швидко розвивалося, і до кінця століття перетворилося на великий гірський курорт і центр вирощування чаю. При цьому воно залишалося важкодоступним — потрапити в нього можна було тільки на кінних возах ґрунтовою дорогою. Крім того, місто займало стратегічне положення, і уряд Британської Індії був зацікавлений у можливості швидкого перекидання військ до Дарджилінгу.
До 1878 року була побудована залізниця зі стандартною шириною колії (близько 1,43 метра) між Калькуттою і Сіліґурі. У тому ж році інженер Франклін Престедж, агент Східно-бенгальскої залізниці, надав проект вузькоколійної гірської залізничної лінії. У 1879 році проект був схвалений спеціальним комітетом і почалося її будівництво. Мала ширина колії дозволила прокласти шляхи уздовж наявної дороги і при цьому обійтися без будівництва нових тунелів і мостів, проте на ділянках з різким перепадом висот були споруджені петлі. До березня 1880 року залізниця була прокладена до станції Тіндарія за 35 кілометрів від Сіліґурі. У цьому ж році віцекороль Едвард Літтон відвідав Дарджилінг і став одним із перших пасажирів залізниці, що будувалася. 4 липня 1881 року залізниця була відкрита на всьому протязі від Сіліґурі до Дарджилінгу.
Паровози, спеціально побудовані для вузькоколійної залізниці до 1881 року, могли переміщати не більше 7 тонн, а нові локомотиви, що прибули їм на заміну в 1889 році, — вже до 35 тонн. Будівництво шляхів і станційних споруд тривало кілька десятиліть, останньою крупною спорудою став вокзал у Дарджилінзі, побудований у 1921 році. При цьому лінія активно експлуатувалася і, за приблизними оцінками, в 1910 році вона перевозила понад 170 тисяч осіб і 40 тисяч тонн вантажів щорічно. Після проголошення незалежності Індії залізниця була викуплена урядом Індії і включена до загальної мережі залізниць. У 1964 році була побудована нова ділянка залізниці від Сіліґурі до Нью-Джалпайґурі, де нині розташований головний залізничний вузол регіону.